# Monastère de Vitovnica
Le monastère de Vitovnica (en serbe cyrillique : Манастир Витовница ; en serbe latin : Manastir Vitovnica) est un monastère orthodoxe serbe situé à Vitovnica, dans le district de Braničevo et dans la municipalité de Petrovac na Mlavi en Serbie. Il est inscrit sur la liste des monuments culturels de grande importance de la République de Serbie (identifiant no SK 548).
Le père Thaddée a été l'Higoumène du monastère de 1962 à sa mort en 2003.

## Localisation
Le monastère se trouve sur la rive droite de la rivière Vitovnica, à l'est de Petrovac na Mlavi.

## Histoire
Selon la tradition, le monastère de Vitovnica a été construit entre 1289 et 1291 par le roi Stefan Milutin, en remerciement de ses victoires sur les Bulgares à Drman et Kudelin. En revanche, le premier document officiel attestant de l'existence du monastère date de 1537, moment où les Ottomans étaient maîtres de la Serbie.
Le monastère et son église ont connu les vicissitudes du reste de la Serbie. Plusieurs fois détruit, le monastère a été reconstruit en 1856 grâce à Stefan Bojović. Le plancher de l'église fut remplacé par un pavement tandis que l'on construisait le narthex et le clocher.

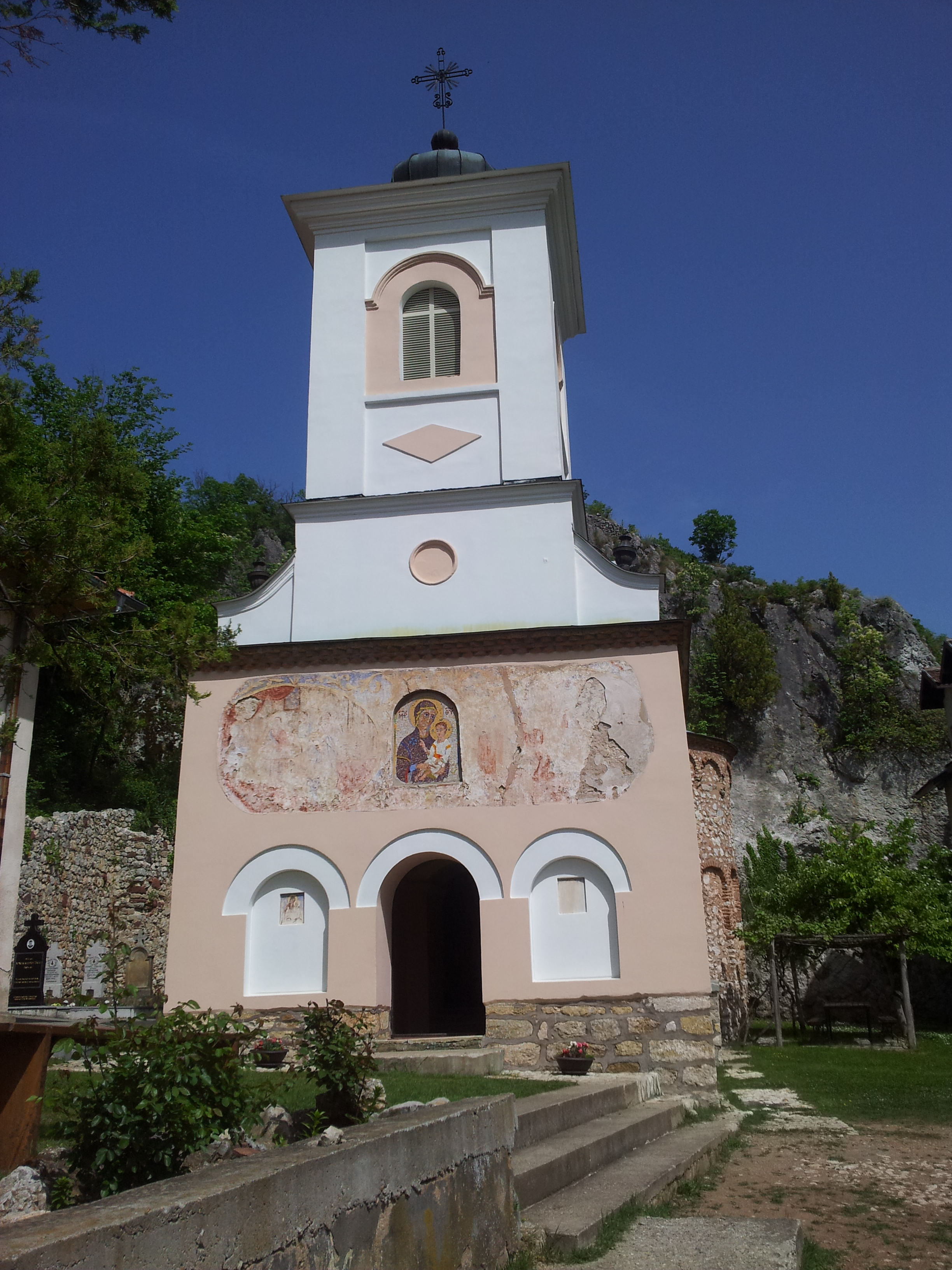
La façade occidentale, 1856

## Église et peintures
L'église de Vitovnica, dédiée à la Dormition de la Mère de Dieu, est caractéristique de l'école moravienne. De dimension modeste, son plan est de forme tréflée à l'intérieur, polygonale à l'extérieur et l'ensemble est surmonté d'un dôme. Les façades sont décorées d'arcades aveugles et d'une frise.
Lors de la restauration de 1856, les frères Ivan et Milija Marković ont réalisé un certain nombre de fresques ainsi que les peintures de l'iconostase.

## Trésor

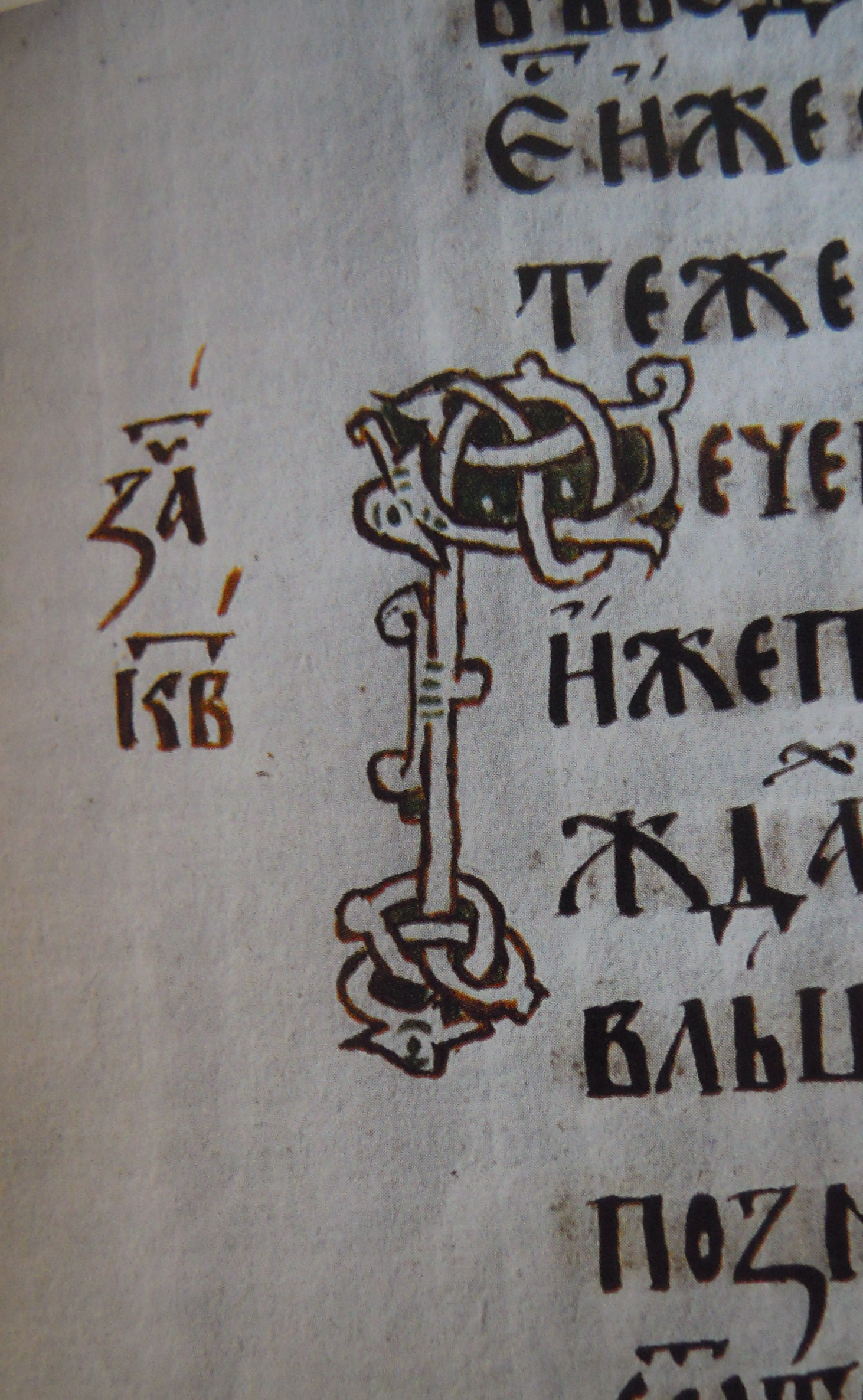
L'évangéliaire de Vitovnica, XVIe siècle
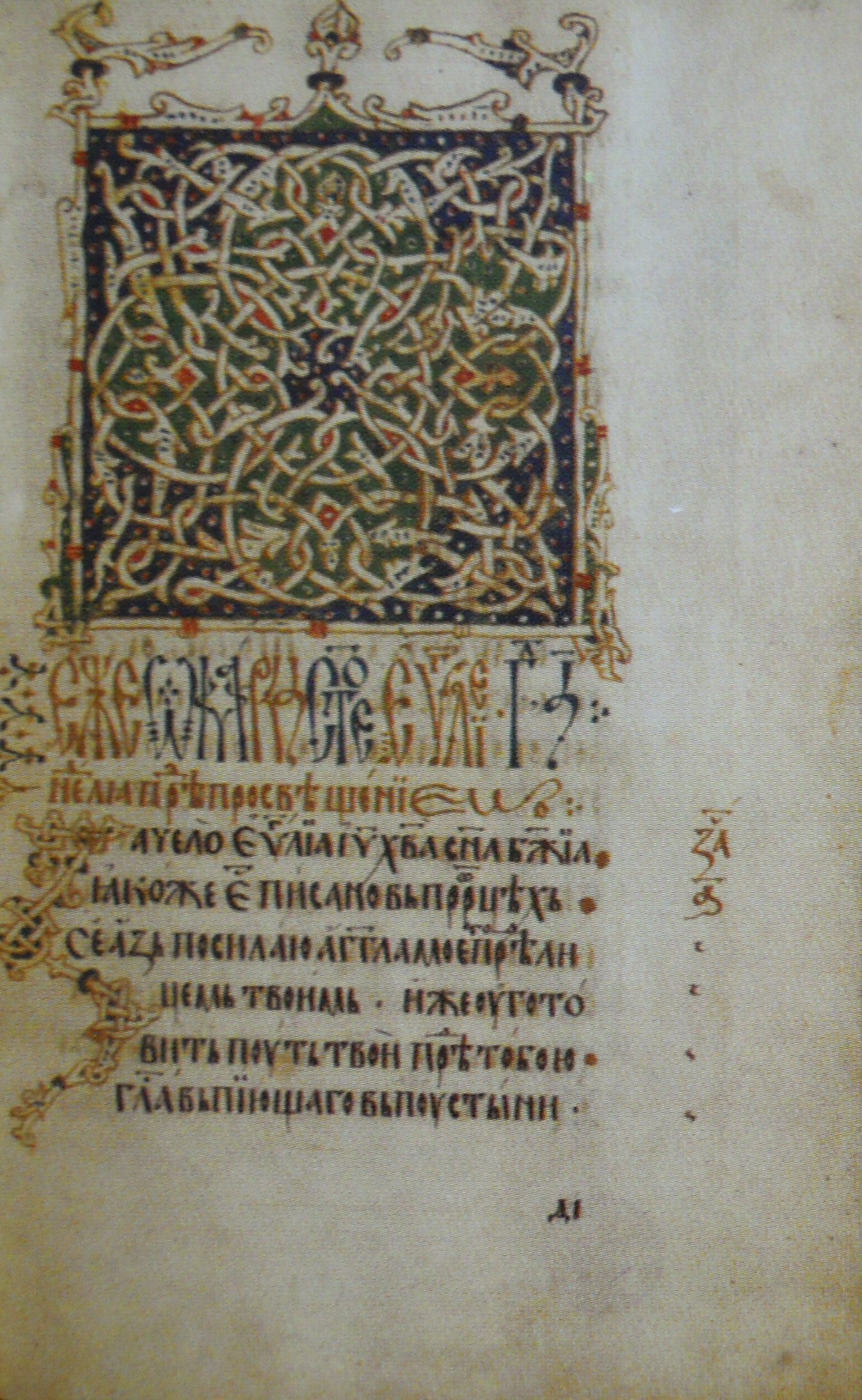
L'évangéliaire de Vitovnica

## Autre
À proximité du monastère se trouve le puits saint Jean, qui a la réputation de posséder des vertus curatives.

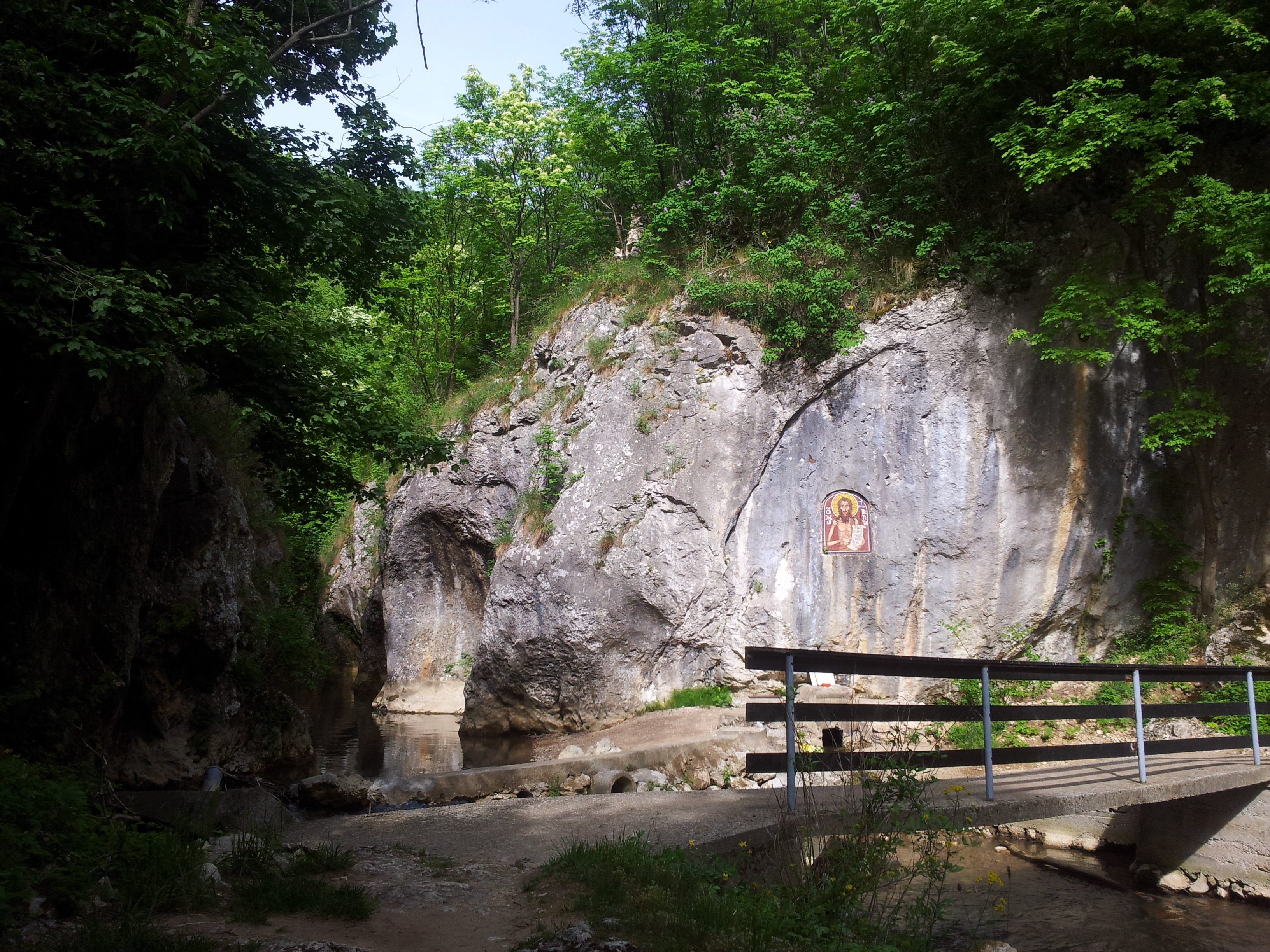
Le puits saint Jean